# Temple de Singosari

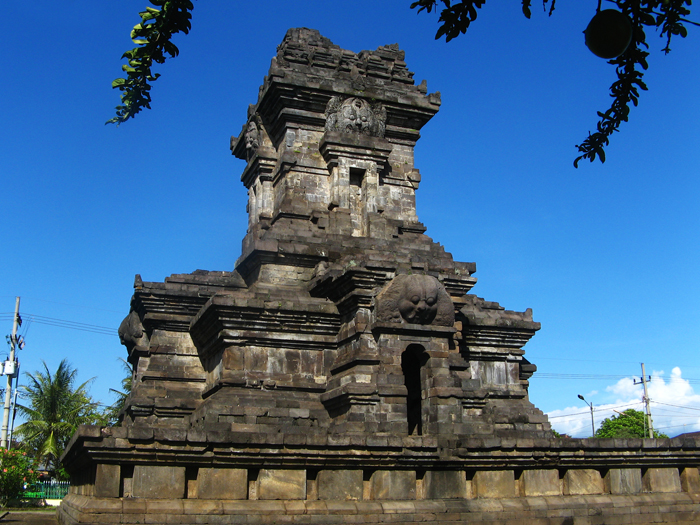
Le temple de Singosari

Le temple de Singosari (en indonésien Candi Singosari) se trouve dans le village de Candirenggo, au nord de la ville de Singosari, à environ 10 km au nord de la ville de Malang dans la province indonésienne de Java oriental. Le temple est situé dans une vallée entre le massif du Tengger et le mont Arjuno-Welirang, à une altitude de 512 mètres. 
Selon le Nagarakertagama, un poème écrit en 1365 à la gloire du roi Hayam Wuruk de Majapahit, ainsi qu'une inscription datée 1351 et trouvée dans l'enceinte du temple, celui-ci est dédié au dernier souverain du royaume de Singasari, Kertanegara, mort en 1292 lors de la révolte de son vassal, le prince Jayakatwang du royaume de Kediri. On pense que ce sanctuaire est resté inachevé.

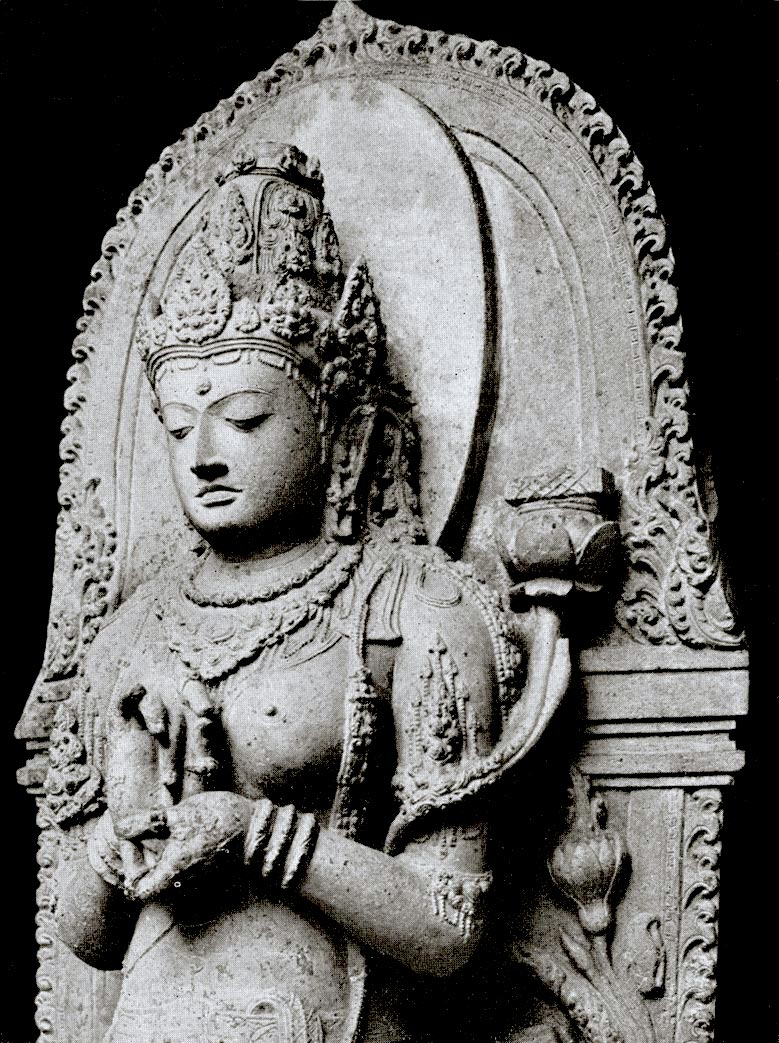
Prajnaparamita sous la forme d’une déesse

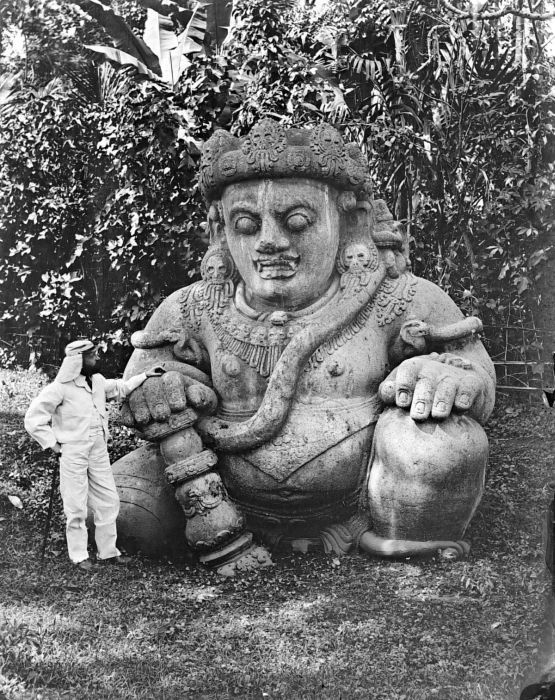
Un des deux dvarapala de Singosari

A environ 200 mètres à l'ouest du temple, on trouve de part et d'autre de la route deux imposants dvarapala, statues de gardiens qui pourraient indiquer l'entrée d'un palais.